# Герасин, Виктор Иванович
Ви́ктор Ива́нович Гера́син (24 сентября 1939, Земетчино, Пензенская область — 5 января 2016, Котовск, Тамбовская область) — советский и российский писатель (поэт и прозаик), публицист, член Союза писателей СССР с 1986 года, позднее Союза писателей России.

## Биография

### Происхождение и образование
Родился в крестьянской семье.
- 1958 год — окончил среднюю школу.
- 1962 год — переехал в город Котовск Тамбовской области.
- 1968 год — окончил Котовский индустриальный техникум по специальности «Электрооборудование промышленных предприятий».
- 1976 год — окончил Мичуринский педагогический институт по специальности «Русский язык и литература».

### Трудовая деятельность
- 1964 год — старший киномеханик, технорук во Дворце культуры завода пластмасс города Котовска Тамбовской области.
- 1965—1988 годы — преподаватель основ производства (электротехники), русского языка и литературы в школе № 1 города Котовска.
- 1988—1993 годы — ответственный секретарь Тамбовской областной писательской организации.
- 1994 год — главный редактор Котовский городской газеты «Наш вестник».
- 26 марта 1994 года — избран депутатом Тамбовской областной думы первого созыва.
- 14 декабря 2005 года — избран депутатом Котовского городского Совета народных депутатов четвёртого созыва.

### Творческий путь
По утверждению самого писателя, его творческий путь ведет отсчет от начала шестидесятых годов прошлого века со стихов о природе. И природа, её явления, состояние человека в них проходят через всё его последующее поэтическое творчество.
В 1979 году, в Воронеже, вышел первый стихотворный сборник Виктора Герасина «Один денёк». Центральной темой стихотворений поэта является тема любви к Родине, к России. Он раскрывает её по-своему: ненавязчиво, как бы исподволь, спокойно, негромко, без лишней патетики.
В поэзии Герасина прослеживаются есенинские и рубцовские мотивы.
Ко времени выхода стихотворного сборника он уже написал несколько рассказов. Два из них, «Газета» и «Углы», в 1978 году опубликовал московский альманах «Истоки».
В большую литературу его ввёл главный редактор журнала «Наш современник» Сергей Викулов, опубликовав в 1980 году в четвёртом номере журнала под рубрикой «Новое имя» рассказ «Свидание с Волгой».
По словам самого писателя, его творчество, в целом, описывает рельную жизнь, и основным вопросом, на которое оно отвечает, является вопрос «Как выжить?»
Мой принцип: рассказывая, — живописать. И в этом ключе решать сверхзадачу. У Л. Н. Толстого она была в поисках ответа на вопрос «Как жить нам друг с другом?», у Ф. М. Достоевского — «Как искать в человеке человека?», у В. М. Шукшина — «Что с нами происходит?». У меня — «Как выжить?». От повести к повести, от рассказа к рассказу (в основном) — «Как выжить?». Видимо, время мое, события настроили на этот вопрос и на поиск на него ответа.
В 1986 году, на выездном заседании Совета по прозе Союза писателей России, проходившем в Тамбове, его творчество получило высокую оценку. Писатели Иван Евсеенко, Владимир Крупин, Сергей Есин говорили о Викторе Герасине как новом имени в русской литературе. Председатель Совета по прозе Сергей Залыгин назвал его «мастером сюжета». Сам Герасин по этому поводу сказал:.
Сегодня зачастую писатели пренебрегают сюжетом, и они обкрадывают себя. Сюжетная проза — она как сама жизнь с движущимися, идущими, едущими, любящими, скандалящими, молчащими людьми. Сюжетные произведения более динамичны, кинематографичны. В сюжетной прозе образ героя рисуется редко авторским текстом, образ этот запечатлевается в сознании читателя поведением героя, его поступками, его бытовыми деталями, его монологами или диалогами, наконец, языком.
В последние годы жизни Виктор Герасин писал и издавал книги краеведческого плана: «Местное время», «А что там у нас впереди», «Энциклопедия города Котовска», которая стала первой в России объемной энциклопедией для городского образования с населением 30 тысяч человек.
Всего за годы творческой деятельности у Виктора Герасина издано два десятка книг стихов, прозы и публицистики.
В начале 1980-х годов произведения Виктора Герасина часто появляются в журналах «Наш современник», «Подъём».
В 1986 и 1988 годах рассказы «Алена большая» и «Черный омут» были отмечены литературными премиями журнала «Подъём», как лучшие рассказы года.
В 1999 году издан двухтомник «Нравы, норовы», в который вошли избранные повести и рассказы.
В течение 1990—2011 годов Виктор Герасин является руководителем литературной студии города Котовска.
В 1990 году на Свердловской киностудии режиссёром Анатолием Даниловичем Балуевым был снят фильм «Холм» по рассказу «Соперники».
В 1994 году в издательстве «Голос» была напечатана повесть «Убит в побеге».
В 2006 году рассказы В. Герасина были включены в хрестоматию «Литературное краеведение» для 9 класса.
Областная радиокомпания Тамбовщины в 2011 году транслирует музыкально-литературного цикл передач по рассказам Виктора Герасина: «Газета», «Суть зверя», «Алена большая», «Местное время», «Здравствуй, это я», «Свидание с Волгой».
Обзор творчества Виктора Герасина послужил материалом для подготовки и издания в 2011 году прикладного просветительского пособия для преподавателей русской словесности в русских школах Украины, а также для активистов пушкинских обществ в странах СНГ и Европы под названием «Люди вы мои хорошие».
Произведения автора присутствуют в фондах Книжной палаты, российских библиотек, включая Российскую Государственную Библиотеку, ряд библиотек Тамбова и Тамбовской области.

## Библиография

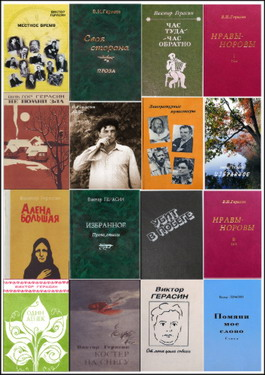